# Хајнкел HD-43
Хајнкел HD-43 (енгл. Heinkel HD-43) је једноседи ловачки авион направљен у Немачкој. Авион је први пут полетео 1929. године. 

Највећа брзина авиона при хоризонталном лету је износила 322 km/h.
Практична највећа висина током лета је износила 8400 метара а брзина успињања 612 метара у минути. Распон крила авиона је био 10,00 метара, а дужина трупа 7,10 метара. Празан авион је имао масу од 1280 килограма. Нормална полетна маса износила је око 1.700 килограма.

## Наоружање
| Наоружање авиона: Хајнкел      |      |
| Ватрено (стрељачко) наоружање  |      |
| Топ                            |      |
| Митраљез                       |      |
| Број и ознака митраљеза        | 2    |
| Калибар                        | 7,62 |
| Бомбардерско наоружање (бомбе) |      |
| Ракетно наоружање (ракете)     |      |